# Лаканаль, Жозеф
Жозеф Лаканаль (фр. Joseph Lakanal; 14 июля 1762, Сер-сюр-Арже — 14 февраля 1845, Париж) — французский политик.

## Биография
До революции был профессором философии в Мулене. Избранный членом Конвента, он голосовал за казнь короля Людовика XVI, а впоследствии с большой энергией занялся вопросами национального образования, принимал активное участие в организации нормальных школ и содействовал учреждению нормальной школы в Париже. Ему же принадлежит инициатива организации центральных школ и школы восточных языков.

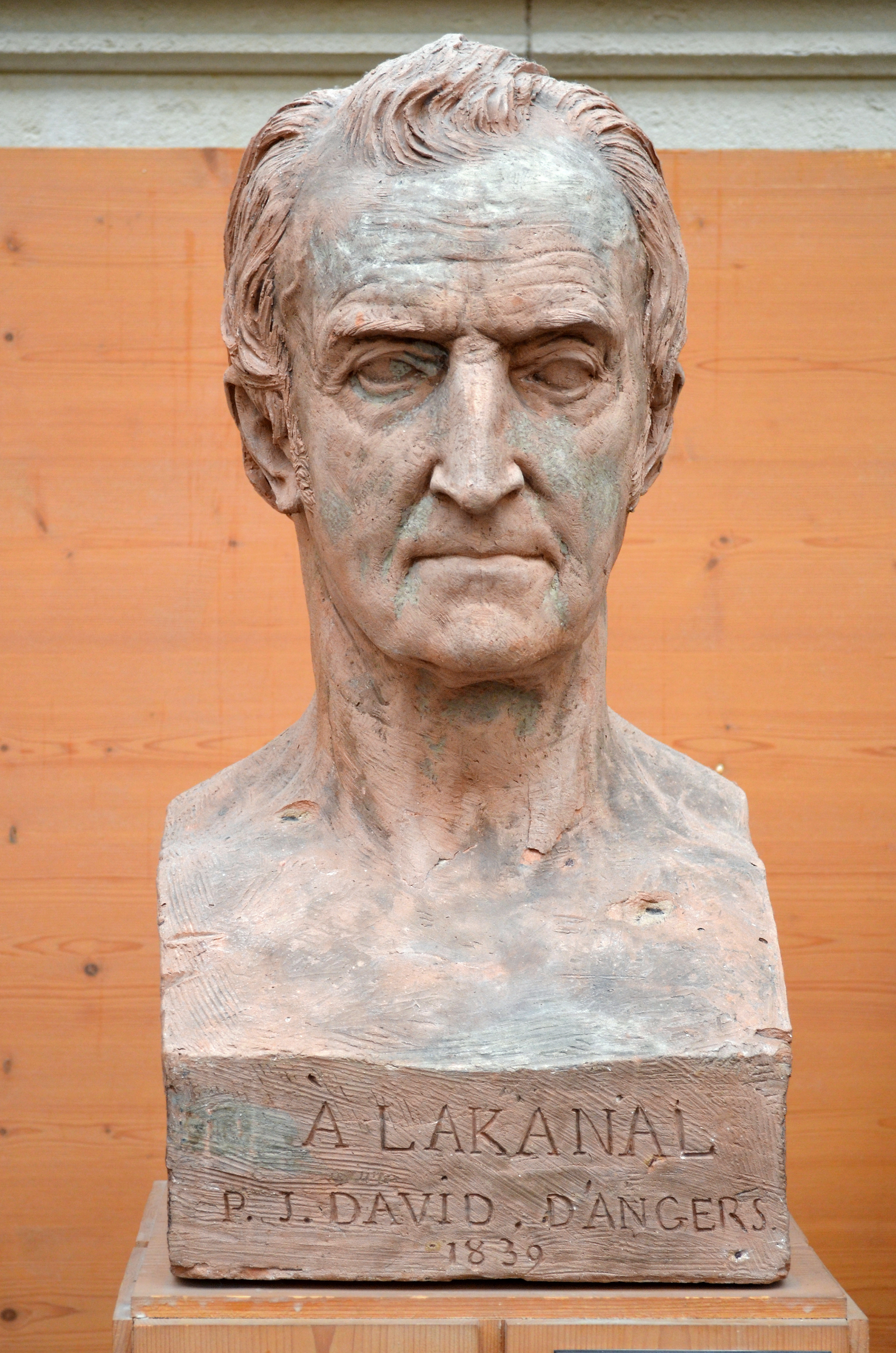
Давид д'Анже : Lakanal

В октябре 1793 года его отправили в перигорский Бержерак с целью сбора средств для обороны революционной Франции. Менее чем за год Лаканаль сумел реорганизовать систему городского управления и школьного образования. По его распоряжению в Бержераке открыли публичную библиотеку и оружейную фабрику, а в округе разрушали усадьбы дореволюционной аристократии. Так, для возведения мастерских этой оружейной фабрики использовали материалы, добытые при разрушении имения герцогов Ла Форс (в руинах и поныне), располагавшегося неподалёку.
При Директории был членом Совета пятисот, организовал девять департаментов в только что присоединённой к Франции территории.
Изгнанный в эпоху Реставрации как цареубийца, он поселился в Соединённых Штатах, где стал президентом университета в Луизиане. В 1832 году он вернулся во Францию.